# Cantón de Ceyzériat
El cantón de Ceyzériat (en francés canton de Ceyzériat) es una circunscripción electoral francesa situada en el departamento de Ain, de la región de Auvernia-Ródano-Alpes. La cabecera (bureau centralisateur en francés) está en Ceyzériat.

## Historia
Al aplicar el decreto nº 2014-147 del 13 de febrero de 2014 sufrió una redistribución comunal con cambios en los límites territoriales y en el número de comunas, pasando éstas de 11 a 22.
Con la aplicación de dicho decreto, que entró en vigor el 2 de abril de 2015, después de las primeras elecciones departamentales posteriores a la publicación de dicho decreto, los cantones de Ain pasaron de 43 a 23.

## Composición actual
- Certines
- Ceyzériat
- Chalamont
- Châtenay
- Châtillon-la-Palud
- Crans
- Dompierre-sur-Veyle
- Druillat
- Journans
- La Tranclière
- Lent
- Le Plantay
- Montagnat
- Revonnas
- Saint-André-sur-Vieux-Jonc
- Saint-Just
- Saint-Martin-du-Mont
- Saint-Nizier-le-Désert
- Servas
- Tossiat
- Versailleux
- Villette-sur-Ain